# Philipp Walther (Forstwissenschaftler)
Philipp Walther (* 6. August 1856 in Wörrstadt im Landkreis Alzey-Worms; † 4. Mai 1934 in Darmstadt) war ein deutscher Forstwissenschaftler.

## Leben
Philipp Walther war ein Sohn des Rendanten Peter Walther und dessen Ehefrau Helene Kriegk und absolvierte nach dem Besuch der Polytechnischen Schule Darmstadt ein Studium der Staats- und Kameralwissenschaften an der Justus-Liebig-Universität Gießen. Im Anschluss war er forstwissenschaftlicher Referendar und Forstakzessist in der forstlichen Versuchsanstalt Gießen und auch in der Oberförsterei Schiffenberg.
1885 zum Forstassessor ernannt, promovierte er am 14. Juli 1886 an der Gießener Universität zum Dr. phil. 
Bevor er am 10. Juli 1896  Vortragender Rat im Großherzoglich Hessischen Finanzministerium wurde und den Rang eines Oberförsters erhielt, war er in Grebenau
und Griesheim als Oberförster eingesetzt. 
Zum 1. Februar 1924 wurde Walther in den Ruhestand versetzt.

### Familie
Am 29. April 1886 heiratete er in Gießen Pauline Karoline Heß (* 1865, Tochter des Gasfabrikanten und Politikers August Hess und der Therese Scholz). Aus der Ehe sind die Töchter Anna Therese (* 1887), Pauline Katharine (* 1896) und Hildegard Auguste (* 1898) sowie die Söhne Wilhelm (1889–1940, Komponist und Schriftsteller) und Erwin Arnold (* 1891) hervorgegangen.

### Öffentliche Ämter
- 1900 Mitglied der Untersuchungskommission Generalkulturplan Vogelsberg
- 1903 Mitglied der Prüfungskommission für das Finanz- und technische Fach (1906 abgesetzt)
- 1906 Mitglied der Prüfungskommission für das Forstfach in Darmstadt
- 1908 Stellvertretender Vorsitzender der Prüfungskommission für das Forstfach in Darmstadt

### Auszeichnungen
- 25. November 1900 Verdienstorden Philipps des Großmütigen Ritterkreuz I. Klasse
- 25. November 1902 Geheimer Oberforstrat
- 25. November 1908 Ehrenkreuz des Verdienstordens Philipps des Großmütigen
- 13. März 1917 Krone zum Ehrenkreuz des Verdienstordens Philipps des Großmütigen